# 李思瑾
李思瑾（1991年2月18日—），生於台灣台中市，畢業於東吳大學中國文學系，現任寰宇財經台主播。

## 生涯
畢業於東吳大學中文系。就讀東吳大學時，進入年代新聞台實習，畢業即轉為記者，主跑社會線兩年，後轉赴非凡新聞台擔任財經記者、中視財經節目《理財新視界》主持人。

## 影視演出

### 電視劇
| 年份   | 片名                   | 飾演              |
| ------ | ---------------------- | ----------------- |
| 2018年 | 東森電視《高塔公主》   | 主播              |
| 2019年 | 公視《我們與惡的距離》 | 三民新聞主播 王育 |
| 2019年 | 台視《男神時代》       | 主播              |

## 電影
| 年份   | 片名            | 飾演     |
| ------ | --------------- | -------- |
| 2018年 | 角頭2：王者再起 | 新聞主播 |
| 2021年 | 角頭—浪流連     | 小淇同事 |

## 外部連結
- 李思瑾的Facebook專頁